# Morti nel 1007
| Questa pagina contiene informazioni ricavate automaticamente dalle voci biografiche con l'ausilio del template Bio e di un bot. L'aggiornamento è periodico e automatico e ricostruisce completamente la pagina. Se manca una persona in questa lista, sei pregato di non aggiungerla, ma accertati piuttosto che la sua voce biografica contenga il template Bio e che i dati anagrafici siano correttamente compilati. Se il template Bio manca, inseriscilo tu stesso o, in alternativa, metti l'avviso {{tmp\|Bio}} che ne segnala la mancanza. Se i dati riportati sono sbagliati, correggi direttamente la voce biografica; le modifiche saranno visibili in questa lista entro pochi giorni. Per chiarimenti vedi il progetto biografie. La lista contiene solo le 9 persone che sono citate nell'enciclopedia e per le quali è stato implementato correttamente il template Bio. Pagina aggiornata al 13 gen 2025. |

- Erigerio di Lobbes, scrittore, monaco cristiano e abate belga
- Giovanni I di Salerno, principe longobardo
- Hallfreðr vandræðaskáld, poeta islandese (n. 965)
- Giovanni Orseolo, politico italiano (n. 984)
- Urraca Fernández di Castiglia, regina
- Willa degli Hucpoldingi, nobile italiana
- Alessio Xifea, generale bizantino
- Badi' al-Zaman al-Hamadhani, scrittore persiano (n. 967)
- Landolfo VII di Capua, principe